# 桜りん (旅する着物シンガー)
桜 りん（さくら りん、1999年12月3日 - ）は、日本・大阪府池田市出身、オーストラリア・メルボルン在住の女性シンガーソングライター、ボイストレーナー。Office SHINKOU株式会社に所属していた。

## 略歴
2018年3月、上宮高等学校普通科を卒業。2022年3月に近畿大学経済学部国際経済学科を卒業。17歳からYouTubeで弾き語り動画を投稿し、シンガーソングライターとして活動を開始。高校3年生時に「卒業」をテーマにした楽曲「君と通学路」を制作。2018年に芸能マネジメント事務所Office SHINKOU株式会社にスカウトされ、所属（アーティスト名「有咲 りん」）。
2024年にアーティスト名を「桜 りん」に改名し、同年9月にOffice SHINKOU所属から独立。以降はボイストレーナー業を開始し、オーストラリア・メルボルンに移住。「旅する着物シンガー」として日本の伝統的な着物を着用し、路上ライブを行う。海外路上ライブの動画はSNSで1000万回以上再生されており、2025年現在、SNS総フォロワー数は26万人以上。

## 出演
ラジオ
- 森脇健児のサタデーミーティング (2019年12月7日、KBS京都ラジオ)
- エフエムあまがさき
- FM長野
- エフエムキタ
- みのおエフエム箕面FMまちそだて
- メルボルン日本語ラジオ (2025年4月13日、3zzz メルボルン Ethnic communityラジオ)

ミスコンテスト
- ミス・ヴィヴィアナ・ジャパン2025 ファイナリスト[2][3][4]

## ディスコグラフィ
ミニアルバム
- 「Shooting star」 (2019年8月25日発売) - 有咲りん名義

1. 君と通学路～卒業～
2. 永遠なんてないっていうけれど
3. ドライブ
4. 私だけの道
5. 大切な気持ち
6. Shooting star
7. 19歳 (Bonus track)

楽曲 - 有咲りん名義
- 織姫伝説キャンペーンソング「クレハとアヤハ」「クレハとアヤハのワルツ」（2021年4月15日、池田商工会議所）[5][6]
  - 大阪府立池田高等学校ダンス部とのコラボダンスMV発表[7]
- 「cute!」 (丸型ポストフェスティバル2021in尼崎・伊丹・川西テーマソング、2021年)[8]